# Enciclopedia Judía
La Enciclopedia Judía fue publicada originalmente entre los años 1901 y 1906 por Funk & Wagnalls. Tiene más de 15 000 artículos y 12 volúmenes sobre la historia de la diáspora judía, y en la actualidad es un recurso de dominio público, no abarca una parte importante de la historia judía moderna (la creación de Israel por ejemplo), sin embargo contiene una gran cantidad de información relevante en la actualidad. Actualmente se encuentra en la actualización de sus artículos, con usuarios de su sitio de internet contribuyendo en los artículos.